# コカコーラボウル
コカコーラボウル（Coca-Cola Classic）はかつて開催されたNCAAカレッジフットボールの試合。コカ・コーラ社がスポンサーとなって1986年から1993年まで日本の東京で開催された。
1985年まではミラージュボウルの名前で開催された。この試合はレギュラーシーズンの1試合であり、ポストシーズンのボウル・ゲームとはなっていない。

## 歴史
1986年の試合は国立競技場で行われ、ジョン・エルウェイの父親、ジャック・エルウェイヘッドコーチが率いるスタンフォード大学がアリゾナ大学を29-24で破った。この試合でスタンフォード大学では、ブラッド・マスターが108ヤードを走り1TD、グレッグ・エニスが2TDパスを決めた。またケビン・スコットが第4Qに88ヤードのキックオフリターンTDをあげた。この試合に出場した両大学は15万ドルを受け取っている。
1990年にヒューストン大学のデビッド・クリングラーはNCAA記録となる716ヤードをパスで獲得した（この記録は2014年、ワシントン州立大学のコナー・ハリデイによって更新された。）。
1992年のネブラスカ大学、1993年のウィスコンシン大学はこの試合に勝ってビッグ・エイト・カンファレンス、ビッグ・テン・カンファレンス優勝を決めた。1993年のウィスコンシン大学は1963年以来となるローズボウル出場を果たしている。

## 試合結果
| 年月日         | 勝                 | 得点           | 敗                 |
| -------------- | ------------------ | -------------- | ------------------ |
| 1986年11月30日 | スタンフォード大学 | 29-24          | アリゾナ大学       |
| 1987年11月28日 | カリフォルニア大学 | 17-17 引き分け | ワシントン州立大学 |
| 1988年12月3日  | オクラホマ州立大学 | 45-42          | テキサス工科大学   |
| 1989年12月4日  | シラキューズ大学   | 24-13          | ルイビル大学       |
| 1990年12月2日  | ヒューストン大学   | 62-45          | アリゾナ州立大学   |
| 1991年11月30日 | クレムゾン大学     | 33-21          | デューク大学       |
| 1992年12月6日  | ネブラスカ大学     | 38-24          | カンザス州立大学   |
| 1993年12月6日  | ウィスコンシン大学 | 41-20          | ミシガン州立大学   |